# Карабалъкски район
Карабалъкски район (на казахски: Қарабалық ауданы) е съставна част на Костанайска област, Казахстан. Административен център е град Карабалък. Обща площ 6837 км2 и население 27 035 души (по приблизителна оценка към 1 януари 2020 г.).